# Pont Charles-de-Gaulle
El pont Charles-de-Gaulle és un pont que travessa el Sena a París, a França. Connecta el 12è districte, a nivell de la rue Van-Gogh, al 13è districte, al quai d'Austerlitz. Es tractava, el 2005, del pont més recent de París. El projecte, semblant a una ala d'avió d'acer blanc descansant sobre pilastres discretes mitjançant fins tubs d'acer, intenta fondre's el més possible amb el paisatge.
Començat el 1993, va ser acabat el 1996. El pont Charles-de-Gaulle és una obra del desenvolupament recent del sud-est de París, al barri de Bercy i de la nova biblioteca François-Mitterrand. La seva realització va ser adoptada pel Consell de París el 1986 per tal d'enllaçar aquests barris, de descarregar el pont d'Austerlitz i de posar en correspondència directa l'estació de Lió i la d'Austerlitz.

## Característiques
- Tipus de construcció: pont en biga
- Construcció: 1993 - 1996
- Inauguració: 1996
- Arquitectes: Louis Arretche, Roman Karasinki
- Material: betó pretibat
- Longitud total: 207,75 m
- Amplada de la biga: 34,90 m
- Amplada útil: 31,60 m